# 관음포 전투
관음포 전투(觀音浦戰鬪)는 1383년(우왕 9년)에 정지장군이 경상도(慶尙道) 남해현(南海縣) 북방의 관음포(觀音浦) 앞바다에서 고려에 침입한 왜구를 크게 무찌른 전투이다. 화포를 이용해 왜구의 해적선 17척을 완파하고 2천여 명을 전사시킨 전투이다.
최영 장군의 홍산대첩, 나세장군의 진포대첩, 이성계의 황산대첩과 함께 고려말 왜구를 무찌른 4대첩으로 불린다. 정지장군의 관음포대첩(1383년, 우왕 9년)을 고려사에는 상세하게 기록 하고 있다. "적의 큰 배가 120척 인데 한 척에 강한 군사 140명씩을 태워 선봉으로 삼았다. 정지가 47척의 전선을 이끌고 나가 쳐서 크게 깨뜨려 버리니 뜬 시체가 바다를 덮었고 또 남은 적을 쏘니 활 시윗줄 따라 모두 거꾸러졌다. 드디어 크게 패배시키고 화포를 쏘아 적선 17척을 불태웠다." 정지는 "내가 일찍이 왜선을 많이 격파 한 바 있으나 오늘같이 통쾌한 적이 없었다"라고 하였다. 현재 남해군 고현면 탑동마을에는 당시 관음포대첩의 승전을 기념하기 위해 남해지역 주민들이 손수 돌을 깎아 만든 것으로 전해지는 남해 정지석탑(경상남도 문화재자료 42호)이 남아 있다.

## 개요
1383년 고려의 정지가 이끄는 고려 수군이 지금의 경상남도 남해군의 관음포 앞바다에서 왜구를 격퇴한 전투이며, 진포 해전에 이어 두 번째로 화포가 실전에서 사용되어 그 위력을 발휘한 전투이다. 진포 해전에서는 정박해 있던 해적선들을 화포로 격침시킨 것이라면 관음포 해전에서는 이동중인 함선들과 붙어 화포로 격침시켰다는 차이가 있다.
고려 말기 왜구가 빈번하게 침입하여 약탈을 일삼았다. 이에 고려는 여러 가지 대책을 세워 왜구를 격파했는데, 관음포전투는 수군이 배를 이용하여 왜구들을 무찌른 싸움이었다.
1383년 5월 해도원수 정지가 왜구들이 탄 해적선 120척이 침입해온다는 급보를 전해듣고, 나주와 목포에 주둔시켰던 배 47척을 이끌고 경상도에 왔다. 섬진강 어귀에 이르러 합포의 군사를 징집하여 군대를 다시 정비하고 적과 대치했다. 이때 당시 왜구가 해적선 20척을 선봉으로 삼아 공격하자, 정지는 화포를 써서 해적선 17척을 불사르고 2,000여 명을 죽이는 큰 승리를 거두었다.

## 내용
왜구는 13 ∼ 16세기에 걸쳐 존재했던 일본인 해적집단을 총칭한 것으로서, 고려 말에서 조선 초기에 우리 나라로 몰려와 재산과 인명에 막대한 피해를 입혔다. 왜구는 배를 이용해 해안으로 침입하였기 때문에 수군으로 격파하는 것이 상책이었다. 관음포전투도 수군으로 왜구를 대파한 싸움이었다.
해도원수(海道元帥) 정지(鄭地)는 여러 차례 수군을 이용해 왜구를 무찌른 용장이었다. 그는 1383년(우왕 9년) 5월 왜선 120척이 침입해 온다는 합포원수(合浦元帥) 유만수(柳曼殊)의 급보를 받고, 나주와 목포에 주둔시키고 있던 전선 47척을 이끌고 경상도로 향하였다. 이때 스스로 노를 저어 군사의 사기를 드높였다. 섬진강 어귀에 이르러 합포의 군사를 징집해 군열을 다시 정비했는데 이미 왜구는 관음포에 도달하였다.
그는 지리산 신사(神祠)에서 승전을 기원한 뒤 전투에 임하니, 내리던 비가 그치고 순풍이 불어 그의 전선은 나는 듯이 헤쳐나가 순식간에 박두양(朴頭洋)에 이르러 적과 대치하게 되었다. 이때 왜구는 해적선 20척을 선봉으로 삼고, 배마다 힘센 군사 140명씩을 배치하여 전진해 왔다. 그는 먼저 선봉함선을 무찌르고, 화포를 이용해 선봉대선 17척을 완파하니, 왜구는 전의를 잃고 퇴각하였다.
싸움에 이긴 뒤 정지는 “내가 일찍이 왜적을 많이 격파했으나 오늘같이 쾌한 적은 없었다.”라고 할 정도로 통쾌하게 이긴 싸움이었다. 이 싸움에서 왜구는 17척의 대선과 2천여 명의 전사자를 내었다. 이때 왜선에는 사신으로 일본에 다녀오던 군기윤(軍器尹), 방지용(房之用)이 붙들려 있다가 구출되기도 하였다.
고려 우왕 9년(1383년) 5월 경상남도 남해군 관음포에서 정지가 이끄는 고려의 수군이 왜구의 대규모 선단을 격파한 전투.
1380년의 진포와 황산 전투에서 패배한 왜구는 새로운 침구를 모색하고 있던 중 1383년 5월 120척에 이르는 선단을 편성하여 남해 지역에 침입하였다. 당시 이 지역을 수비하고 있던 합포원수 유만수는 중과부적임을 깨닫고 목포에 주둔하고 있던 해도원수 정지에게 구원을 요청하였다. 정지 휘하에는 47척의 선단이 있었는데, 이는 왜구 전력의 반에도 못 미치는 수준이었다. 그러나 정지는 이 수군을 이끌고 관음포로 향하였다. 관음포는 당시 남해현 북쪽 21리에 위치한 남해안의 해상 요충지였다.
왜구는 관음포에 선단을 배치하고 고려군과 일전을 결할 준비태세를 갖추고 있었다. 왜구는 고려의 수군이 자신들보다 수적 열세임을 간파하자 정면공격으로 승부를 내기 위해 고려군 선단을 포위 공격하였다. 이에 정지는 일단 왜구의 예봉으로부터 벗어나기 위하여 박두양으로 항진하였는데, 그러나 박두양에는 이미 왜구가 140명씩 승선한 해적선 20척을 대기시켜 고려군에 대비하고 있었다. 이러한 절박한 상황이 전개되자 고려군은 정면 승부로 작전을 바꾸고 왜구에게 공세를 가하였다. 이에 왜구는 숫적 우세를 앞세워 선단을 고려군에 근접시켜 공격하는 근접전을 펼쳤고, 고려군은 진포전투 이래 이미 화약무기를 사용하는 원거리 공격을 시도하고 있었으므로 왜구의 선단이 접근하기 전에 화포사격을 가하였다. 이와 함께 활을 이용한 공격을 계속하였다. 이와 같은 고려군의 치열한 공격으로 왜구의 선단은 대오가 흐트러지기 시작하였고, 마침내 왜구는 고려군의 화약무기의 위력에 눌려 대패를 당하고 말았다.
이 전투에서 고려군의 화포공격으로 왜구의 해적선 17척이 소각 침몰되었고, 승선 인원 2천 4백여명이 섬멸되어 왜구의 시체가 남해를 다 덮을 정도가 되었다. 이 전투에서 패배한 왜구는 그 이후 내륙지역으로 침투를 기도하여 고려를 괴롭혔다.

## 배경
진포 해전과 황산대첩 이후 왜구의 기세는 눈에 띄게 허약해졌다. 1381년에서 1382년까지 왜구의 해적선은 총 50여척 정도에 지나지 않았으며, 동해안 부근을 중심으로 어느 정도 활개를 치긴 했지만 그나마도 이전의 무능한 고려군에 비해 1380년 이후의 고려군은 최영이나 이성계 같은 명장의 출현과 국가적 차원의 수군력 강화 그리고 최무선의 화약 무기 개발 등으로 왜구와 싸워 효과적으로 물리치는 경우가 늘어나고 있었다. 조준의 파견으로 경상도가 안정화되었던 것처럼, 군을 이끄는 지휘관들의 무능 문제만 아니면 당시의 전력으로도 왜구를 상대하는데 큰 문제가 없었을 정도였다. 헌데 1383년, 왜구는 다시 한번 거대한 전력을 일으켜 고려를 쳤다. 이렇게 하여 벌어진 전투가 관음포대첩(觀音浦大捷)으로 불리는 싸움이다.

## 역사
1382년 11월을 끝으로 한동안 숨을 죽이던 왜구는 거의 반년이 지난 1383년 5월, 120여척의 해적선들을 이끌고 경상도로 침공해 온다. 비록 그 숫자가 1377년이나 1380여년 정도의 가공할 수준은 아니었지만 진포에서의 해전 이후 최대 규모의 군대가 갑작스레 침공해 온 일이라 이는 큰 충격을 주었고, 경상도 전 지역은 공포에 떨었다고 한다. 더구나 고려사 정지전의 기록에 따르면, 당시 이 120여척의 해적선들은 대선(大船)이라는 표현이 붙은 배들로 120여척 이라고 해도 이전의 배들보다 크기가 더 큰 배였던 것으로 보인다. 그러한 대선들이 120여척이나 경상도 앞바다에 출몰하니 이는 보통 큰 일이 아니었다.
이에 곧바로 반응한 곳은 합포(合浦)의 고려군이었다. 여태껏 대규모의 해적선들이 출몰하면 큰 피해를 입은 곳은 경상도에서 전라도로 들어가는 곳에 위치하던 합포의 고려군영이었으므로, 합포원수(合浦元帥) 유만수(柳漫殊)는 위급함을 알리며 지원을 요청했다.
당시 가장 가까이에 있던 고려 수군은 정지가 이끄는 수군으로, 정지는 47척의 함선으로 전라도 나주, 목포 부근에서 주둔하고 있었다. 가장 가깝다고 해도 서남해안을 타고 정 반대방향으로 가야했고, 무엇보다 정지의 함선 숫자는 왜구의 해적선들에 비해 2,3배의 숫자 열세를 겪고 있었다. 그러나 일단 경상도의 상황이 위급했으므로, 정지는 밤낮으로 병사들을 독려해서 급하게 이동을 했다.
따라서 병사들의 사기 문제도 크게 걱정되었는데, 정지는 수군들이 크게 울먹였고, 정지 장군을 존경해서 따랐다고 한다. 이때 이동에서도 정지는 병사들을 독려하며 심지어는 자신이 직접 손수 노를 젓기도 해서 노 젓는 병사들도 죽을 힘을 다해 따라 저어 너무 늦기 전에 도착 할 수 있었다.
이리하여 섬진강(蟾津江) 쪽을 지나온 정지는 결전을 앞두고 서둘러 합포의 군사들을 징집하면서 병력을 최대한 불리기 위해 애를 썼는데, 적은 이미 지금의 남해(南海) 관음포(觀音浦)까지 와 있어서 더 지체할 수도 없는 노릇이었다. 여기에 더해 정찰을 통해 고려 수군의 숫자가 별거 아니라는 것을 파악한 왜구는 공세로 나오게 되었다. 여기에 더해 비까지 내렸는데 이 비가 딱히 고려군에 이득이 될 것이 없다고 판단한 정지는 지리산 신사에 사람을 보내 "나라의 존망이 여기에 달려 있다! 신령은 알아서 자기 망신 살 일을 하지 말아라!" 라고 일갈하도록 했다.
드디어 결전의 시간이 되자,
적의 깃발은 하늘을 가렸고, 칼과 창은 온 바다에 번쩍였으며, 적은 사방에서 에워싸고 전진해 왔다.
(賊旗幟蔽空, 劍戟耀海, 四圍而前)

이런 위급 상황에서 정지는 지푸라기라도 잡는 심정이었는지 전투에 앞서 하늘에 절을 했는데, 그러자 바람이 갑자기 고려군에게 유리하게 바뀌었다. 그야말로 신풍(神風)이라고 밖에 할 수 없는 바람을 타고 고려 수군은 엄청난 속도로 이동해 박두양(朴頭洋)에 이르렀다.
그러자 왜구는 큰 배 20여척에 배마다 군사 140명을 태워 앞으로 전진하도록 했다. 즉 이 공격에 동원된 왜구의 숫자만 해도 2,800여명 가량이었다. 여기에 더해 뒤에 따르는 여타 다른 해적선들도 있었을 것이다. 물론 이는 전투에 앞서 여타 병력을 큰 배에 집중시켜 일반적으로 타는 숫자보다 더 태운 숫자였을 테지만 당시 왜구의 대선들이 보통 규모가 아니었다는 점을 추측할 수 있다.
그러나 정지는 왜구와 격렬한 사투를 벌여 해적선 17척을 화포를 이용해 수장시켜버렸다. 적의 규모는 확실히 대단했지만 그보다 신 무기가 더 대단한 위력을 발휘한 것이고 이 싸움에서 병마사(兵馬使) 윤송(尹松) 등도 화살을 맞고 전사할 정도로 고려군도 쉽지 않은 싸움을 벌였다.
여담으로 당시 일본에 왜구 방지를 촉구하기 위해 사신으로 떠났다가 귀국하던 중인 군기윤(軍器尹) 방지용(房之用)은 왜구를 만나 포로가 되어 선박에 갇혀 있었는데, 고려군과 전투가 벌어지자 왜구들로부터 "우리가 지면 일단 너부터 죽인다."는 협박을 당했지만 싸움이 끝나자 왜구가 섬멸되어서 고려군에게 구출되고 목숨을 건질 수 있었다.

## 결과
관음포 전투의 승리는 이미 줄어들고 있던 왜구의 서남해 침공에 종지부를 찍는 수준의 타격을 주어 왜구의 서남해 침공은 이제 거의 이루어지지 않고, 대신 동해안 지역으로 왜구의 침공 범위는 좁혀지게 되었다.
여러모로 대승이지만 그 이후인 6월에는 고려 천민들이 왜구를 가장해 강원도와 경상북도 지역에서 횡행하다 소탕되는 일도 있었다. 또 왜구가 길안(吉安)ㆍ안강(安康)ㆍ기계(杞溪)ㆍ영주(永州)ㆍ신녕(新寧)ㆍ장수(長守)ㆍ의흥(義興)ㆍ의성(義城)ㆍ선주(善州) 등을 공격하는 일이 있었는데, 루트를 분석해보면 이는 왜구가 한꺼번에 그렇게 몰려들었다기보다는 안강, 즉 영일현에 상륙한 왜구가 갈라져서 내륙 지역으로 점점 진출했던 것으로 보인다. 이는 내륙지역 깊숙히 파고들어 식량을 얻기 위한 행보로 보이는데, 이전의 왜구들이라면 서남해에서 조정으로 올라가는 조운선을 바로바로 해먹으면 그만이었지만 진포와 관음포 등지에서 연달아 당한 패배로 그럴 수 없었던 것처럼 보인다. 물론 내륙으로 침공해 오는 왜구는 심각한 문제이긴 하나, 조정의 입장에서 보면 세미가 올라오지 않아 조정을 마비시키는 사태에서는 이제 한 시름 놓을 수 있게 된 것이다.
이 왜구들은 7월 경 대구 부근까지 진출하고, 8월에는 비옥(比屋)ㆍ의성 등지를 침략했는데 숫자가 꽤 많아 부원수 윤가관(尹可觀)이 싸웠으나 패하기도 했다. 그러나 거령(居寧)ㆍ장수(長水)를 공격하고 전주까지 공격하려던 왜구들은 황보림에게 패하였다. 우왕이 조준에게 감찰관으로의 파견을 다시 권한 것도 이 무렵이었다. 이렇게 내륙각지에서 전투가 이어지는 와중에 8월에는 천 명이라는 상당한 숫자의 왜구가 춘양(春陽)ㆍ영월(寧越)ㆍ정선(旌善)을 공격했는데, 여기에 더해 동북면에서 호바투(胡拔都)가 침공해 오는 일이 있어 여러모로 정신이 없던 상황이었다. 이 무렵 천여명의 왜구들이 옥주(沃州)ㆍ보령(報令)을 치고 계룡산으로 들어갔다가 왕안덕 등이 이를 물리치는 성과를 거두었다. 이후 9월과 10월 동안 강원도의 공격에 주력한 왜구들은 그야말로 무인지대를 걸어다니듯 마음껏 활보했으나 권현용 등이 소규모 승리를 거두기도 했다.
이듬해인 1384년 2월 경 왜구는 진포에서 잡은 부녀자 중 25명을 돌려주더니, 거진 반년이 지난 7월에나 공세를 펴기 시작했다. 내륙에 침공해 왔던 왜구의 일부였는지 몇몇 왜구가 충청도와 전라도 부근에서 어슬렁거리더니, 이후 황해도, 12월 인천 앞바다 주변에서 조금 머물렀다. 이때 왜구들한테 해도만호(海道萬戶) 윤지철(尹之哲)에게 당하고 잡은 포로 80여명이 굴욕을 당했다.
1385년에도 몇몇 지역에서 어슬렁거리던 왜구는 9월 경 난데없이 함경남도 함주(咸州)에 150여척의 해적선들을 이끌고 출몰했으며, 함주ㆍ홍원(洪原)ㆍ북청(北靑)ㆍ합란북(哈蘭北) 등이 휩쓸리고 백성들이 학살되었는데, 이에 심덕부, 정승가(鄭承可) 등이 싸웠지만 패배했다. 이때 여타 장수들이 모두 달아나는 판에 심덕부 혼자 적에게 달려들다가 죽을 뻔 했지만 자신의 휘하였던 유가랑합(劉訶郞哈)이 도와줘서 목숨만 건질 수 있었다. 그리고 조용히 있던 이성계가 출전을 자원했다.
1386년에는 왜구가 보이지 않았고, 1387년 향상된 고려 수군의 전력에 자신감을 얻은 정지가 일본의 모든 백성이 왜구인 것은 아니고, 핵심은 쓰시마섬과 이키(一岐) 지역이다. 이 곳을 원정해서 쳐야 한다. 지금의 수군은 과거 여몽연합군과는 수준이 다르다며 원정 공격을 주장하기도 했다. 이후 대마도 정벌의 복선이 되었다.

## 참고 문헌
이 전투는 최영의 홍산대첩(鴻山大捷), 나세(羅世) 등의 진포대첩(鎭浦大捷), 이성계의 황산대첩(荒山大捷)과 함께 왜구의 세력을 크게 꺾은 싸움이었다

## 같이 보기
- 대마도 정벌
- 홍산대첩
- 황산대첩
- 진포 해전
- 남해 정지석탑 - 경상남도 문화재자료 제42호
- 관음포

## 참고 자료
- 『고려사(高麗史)』
- 『고려사절요(高麗史節要)』
- 「고려말기(高麗末期)의 왜구(倭寇)」(손홍렬,『사학지(史學志)』9, 1975)
- 이 문서에는 다음커뮤니케이션(현 카카오)에서 GFDL 또는 CC-SA 라이선스로 배포한 글로벌 세계대백과사전의 "〈관음포전투〉" 항목을 기초로 작성된 글이 포함되어 있습니다.